# Marie Vorobieff
Marevna Vorobev-Stebelska (en russe : Мария Брониславовна Воробьёва-Стебельская, née en 1892 à Tcheboksary, en Russie, morte le 4 mai 1984 à Londres) est une peintre cubiste, d'origine russe.

## Biographie

### Débuts en Russie
Née à Tcheboksary en Tchouvachie le 14 février 1892, fille naturelle d'un aristocrate polonais, le vicomte Bronislav Stebelski et de l’artiste juive Maria Rosanovitch native de Kazan (qui deviendra plus tard l'épouse d'Alexandre Vorobieff avec qui elle eut une autre  fille Nina), Marie Vorobiev-Stebelska fit ses premières études à Tbilissi, puis, en 1910, à Moscou, à l’Académie des Beaux-Arts Stroganov où elle découvre les primitifs italiens, l'impressionnisme et le fauvisme.

### Rencontre avec Gorki
Débute alors sa vie de nomade. Bien loin du Caucase et des steppes sauvages russes ainsi que des bulbes dorés de la cité de Moscou, c'est d'abord à Capri qu'elle se rend en 1911 et y rencontre Maxime Gorki qui la surnomme Marevna, du nom de « la petite princesse de la mer » d'un conte de fées russe. Elle est fiancée avec Iouri Andreïevitch Jeliaboujski, fils adoptif de Gorki, mais le mariage ne se fera pas. Néanmoins ils demeurent excellents amis.

### Marevna à Paris
Elle arrive à Paris à la gare de Lyon en 1912 pour poursuivre ses études et rejoint La Ruche, un foyer pour artistes immigrés qui, bien plus tard, lui inspirera un livre Life with the Painters of La Ruche. Elle commence à l'Académie Zuloaga, puis, en 1913, à l'Académie Colarossi. Elle suit ensuite les cours de l'Académie Russe fondée en 1906 par Marie Vassilieff où se retrouvent Chana Orloff, Jacques Lipchitz et Ossip Zadkine. Yura Andreyevich la présente aux amis de son père, Maximilian Volochine, Boris Savinkov et le poète Ilya Ehrenbourg. Elle fréquente beaucoup les immigrés russes dont le peintre Chaïm Soutine et, au café «La Rotonde», les peintres de Montparnasse qui deviennent ses amis : Marc Chagall, Moïse Kisling, Amedeo Modigliani, Fernand Léger, Georges Braque, Henri Matisse, Foujita et Pablo Picasso. Elle se lie d'amitié également avec les poètes Max Jacob, Guillaume Apollinaire et Jean Cocteau. Elle expose aux Tuileries dès 1912, aux Indépendants en 1913.
En 1914, son père, très malade, se donne la mort. L'oncle de Marevna coupe définitivement les ponts. Elle doit alors se débrouiller seule. Pour oublier sa tristesse, elle choisit de partir en voyage grâce à des dons de ses amis de Montparnasse à Portofino, Biarritz, en Espagne et à Èze. De retour à Paris, Ilya Ehrenbourg lui donne un recueil de poèmes à illustrer. Elle rencontre ses premiers mécènes, Léon Zamaron et Gustave Kahn.
Picasso, qui l'admire beaucoup et qui devient un ami fidèle, lui dit : « Nous ferons de toi une artiste encore plus célèbre que Marie Laurencin. » Elle peint ces figures illustres sur de grandes toiles reproduisant leurs traits et leurs expressions pour de saisissantes ressemblances. Marevna excelle dans le portrait. Elle possède une pureté et une fraîcheur très vite remarquées. Elle tire son indépendance de sa peinture, même si elle vit dans un univers d'hommes. Elle a trouvé sa technique picturale : rythmes saccadés, facettes géométriques, larges traits séparant des plages colorées. Elle fut la première femme à adopter le cubisme et, inspirée par le pointillisme de Seurat, elle associera les deux styles.

### Rencontre avec Diego Rivera

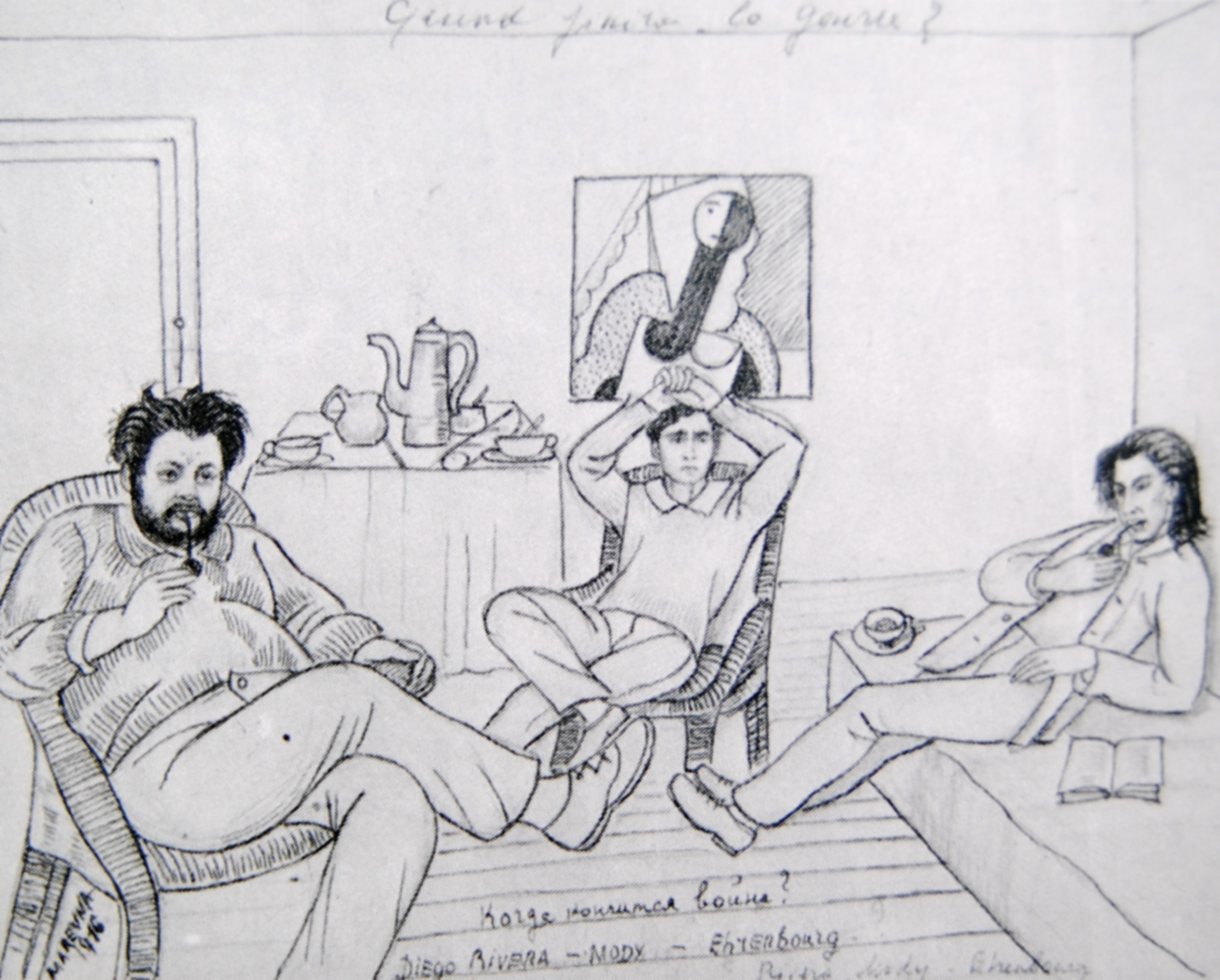
Quand finira la guerre Marevna ?
Dans l'atelier de Diego Rivera avec Modigliani et Ehrenbourg.
Dessin de Marevna, Paris, 1916.

En 1915, le marchand de tableaux Léonce Rosenberg vend les toiles qu'elle a peintes au tout début. Elle expose Salle Huyghens (janvier 1917) et au Salon d'automne (1919). Elle rencontre le peintre mexicain Diego Rivera. Bien qu'il soit déjà marié depuis 1911 avec Angelina Beloff, compatriote et amie de Marevna, il entraîne Marevna dans son atelier de la rue du Départ sous prétexte de la soigner et la séduit. Leur liaison passionnée et tumultueuse durera six ans, mais il restera pour toujours l'amour de sa vie. En 1917, Angelina mit au monde un garçon, Diego qui mourut 14 mois plus tard. Marevna fleurira souvent sa tombe au cimetière de Montrouge. En 1919, Diego et Marevna ont une fille prénommée Marika. Il loue pour elles une maison à Châtillon, où il vient les voir et passer quelques moments heureux. Élie Faure, historien d'art, qui est le parrain de Marika, les visite souvent et conseille vivement à Rivera d'étudier les primitifs italiens. Rivera les quitte en 1921 pour retourner au Mexique où son père est gravement malade. Il épouse alors Lupe Marín, dont il aura deux autres filles, Ruth et Guadalupe. Diego trompait toujours ses épouses avec soit leurs amies, soit leurs sœurs. Ainsi, il devait épouser une autre de ses conquêtes parmi ses modèles et élèves, celle qui devait devenir son égérie, Frida Kahlo. Il la trompera avec sa sœur Cristina et avec son amie Tina Modotti. Néanmoins, Frida devient une égérie révolutionnaire et la sienne. Quant à Marevna, grâce à des mécènes, tels que le célèbre commissaire-priseur Léon Zamaron et Léopold Zborowski, elle vend ses œuvres. Paul Poiret achète aussi ses écharpes et cravates aux motifs russes colorés. Tout en continuant sa carrière de peintre, elle élève sa fille. Cette dernière suivra des cours à l'École de Danse d'Isadora Duncan et deviendra danseuse chorégraphe classique. Elle épousera en 1938 à la mairie de Cannes le peintre Jean-Paul Brusset, ami de Tristan Bernard et de Jean Cocteau. Brusset est pendant les années 1930 et 40 le directeur artistique du Palm Beach de Cannes. Il décore les grands galas, les spectacles de sa femme, le Bal des Petits Lits Blancs, et le nouveau Festival international du Film. Marevna les suit sur la Côte d’Azur. De leur union naîtra un fils, Jean-Diego Brusset en 1941.

### Marevna sur la Côte d’Azur
En 1942, Marika et Jean Paul Brusset rejoignent les Forces françaises libres en Afrique du Nord à Alger puis à Tunis. Marevna a la tâche d’éduquer le petit Jean Diego. C’est cette même année qu'elle plante son chevalet à la proue de ce vaisseau de pierre qu'est Saint-Paul-de-Vence. Elle loue chez Paul Roux un studio derrière « la Colombe d'Or » pour y installer son atelier. Elle peint maintes fois les remparts du vieux village, les faisant scintiller, à travers le prisme de son pointillisme, dans la lumière azuréenne. À Saint-Paul, elle rencontre en 1945 André Verdet, résistant, déporté et Chantre du Village et ainsi commence une longue amitié. De retour du maquis, le gendre de Marevna devient l’ami de Marguerite et d'Aimé Maeght qui créeront une Fondation portant leur nom. Aimé Maeght expose en 1946 les œuvres de Jean Paul Brusset qu’il appelle affectueusement « mon petit Paul ». Brusset décore le bar de La Colombe d'Or de son ami Paul Roux. En 1946, Marika divorcée, fait la connaissance de Rodney Phillips, un britannique, à Saint-Paul. Ils se lient d'amitié avec Jacques Prévert, puis ils quittent la France pour s'installer en Angleterre, où ils se marient et ont un fils, Elie

### Marevna en Angleterre

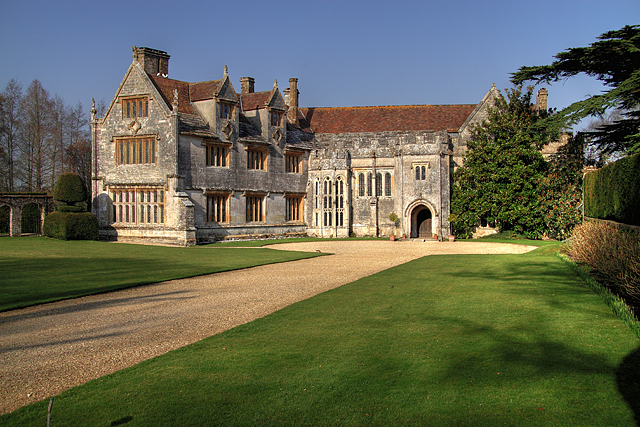
Athelhampton House

Marevna suit alors sa fille au Royaume-Uni pour séjourner à Athelhampton Hall où la famille s'est installée en 1949. Elle y vit avec son gendre, sa fille, leur fils et bientôt le demi-frère de celui-ci. Elle se consacre pleinement à sa peinture. Néanmoins, elle prend soin amoureusement de Jean-Diego et d'Elie. Elle habitera à Londres de 1958 à sa mort. Cette même année 1958 elle revoit son vieil ami Ilya Ehrenbourg. Dix ans plus tard elle participe à la rétrospective néo-impressionniste à la Fondation Guggenheim de New York. Le docteur Oscar Ghez, président fondateur du Musée du Petit Palais à Genève possédait à l'époque, d'après les médias, dans ce musée autant de chefs-d'œuvre que ceux du Musée d'Orsay et de Beaubourg réunis. Il fait l’acquisition dès le début des années 1960 de plus de 150 toiles de l'artiste et ne cesse de l’encourager et d'exposer ses œuvres en France, en Suisse, aux États-Unis, au Japon et en Israël. Elle publie chez Encre en 1979, ses Mémoires d’une nomade dont Bertrand Meyer-Stabley est l'éditeur. Elle assiste la même année au musée Jacquemart-André à Paris à l'exposition sur la Ruche. Oscar Ghez sera à l'origine de l'exposition du centenaire de la naissance de Marevna à la galerie Wildenstein de Londres.
Marevna s’éteint le 4 mai 1984, âgée de 92 ans. Elle est enterrée dans le parc du musée Dolores-Olmedo à Mexico, dans le socle de la grande tête sculptée de Diego Rivera qu'elle aima malgré tout jusqu'à son dernier souffle. L'ancien secrétaire particulier de Dolores Olmedo a dit : « l'Esprit de Marevna est bien là ».

## Quelques œuvres
- Danse géorgienne (probablement un autoportrait, 1913)
- Nature morte (1915, gouache, 20 × 16 cm)
- Diego Rivera, Amedeo Modigliani et Ilya Ehrenburg dans l'atelier de Rivera (1916, drawing)
- L'Attente (c.1916, huile, 39 × 28 cm)
- M. et Mme Zetlin, La Rotonde Café, Paris (signé, 1916, 21,5 × 16,5 cm)
- La Terrasse de la Rotonde, Paris (1917)
- Chaïm Soutine (portrait, c.1916-17) musée du Petit Palais de Genève
- Nature morte à la bouteille (1917, huile, 50 cm × 61 cm)
- Autoportrait avec nature morte (1917)
- Mère et Enfant (huile, 25 cm × 25 cm)
- Nature morte aux deux oranges (1918, aquarelle/papier, 43 cm × 57 cm)
- Adolescente, Portrait d'une jeune fille (1927, huile, 6 cm × 38 cm)
- Portrait de Marika (c. 1927, huile, 40 cm × 32 cm)
- Nu allongé (1930, peinture, 62 cm × 85 cm)
- Femme nue, en buste (1930, huile, 55 cm × 46 cn)
- Nu (c. 1930, aquarelle, 39 cm × 28.5 cm)
- Deux amies (c. 1930, mine de plomb, 44 cm × 63 cm)
- Portrait de Monsieur Zamaron (1931, huile, 46.5 cm × 38 cm)
- Bouquet de fleurs (1931, huile, 60 cm × 43 cm)
- Nature morte avec des fleurs et des fruits dans un panier (1931, oil/canvas, 80.5 cm × 60.5 cm)
- Vase de fleurs des champs (1932, huile, 55 cm × 38.5 cm)
- Composition de fleurs des champs (1932, huile, 55 cm × 38 cm)
- Cagnes (1936, huile, 52 cm × 71 cm)
- Vase de fleurs (1938, huile, 65 cm × 50 cm)
- Le petit marin (1939, mine de plomb, 62 cm × 47 cm)
- Le matelot au café (1939, crayons de couleur, 63 cm × 47 cm)
- Nu (1939, aquarelle, 23.5 cm × 32 cm)
- Cagnes-sur-Mer (1940, 28 cm × 38 cm)
- Portrait de femme (1940)
- Nue allongée (1939–42, watercolour, 23.5 cm × 32 cm)
- Portrait de Marika avec châle (1942, aquarelle, 31 cm × 24.5 cm)
- Frère et sœur (1942, encre, 27.5 cm × 21.5 cm)
- Mère et ses deux enfants (1942, huile, 115 cm × 81 cm)
- Deux enfants (1942, huile, 35 cm × 24 cm)
- Saint-Paul-de-Vence, bouquet à la Colombe d’Or (1942, huile, 92 cm × 65 cm)
- Vase avec anémones (1942, huiles, 72 cm × 58.5 cm)
- Nu dans un paysage (1942, huile, 55 cm × 42 cm)
- Composition aux raisins et aux pommes (1943, huile, 54 cm × 48 cm)
- Mère et enfants (1943, huile, 100 cm × 81 cm)
- Belle Arménienne (1943, huile, 73 cm × 60 cm)
- Deux nus assis (1943, aquarelle, 53 cm × 40 cm)
- Femme assise (1944, aquarelle, gouache, 33 cm × 25 cm)
- Vase de tulipes (1944, huile, 73 cm × 54 cm)
- Bouquet de Fleurs (signé, 1946, 37.5 cm × 31 cm)
- Jeune femme au chapeau (1946, huile, 65 cm × 50 cm)
- Paysage avec arbres et bouette (1946, huile, 48.9 cm × 73.6 cm)
- Nature morte à la bouteille (c.1948, huile, 51 cm × 61 cm)
- Nature morte au panier de raisins (1953, huile, 64 cm × 51 cm)
- L'écureuil (1953, aquarelle, 46.5 cm × 56.3 cm)
- Portrait de David, le petit-fils de l'artiste, âgé de 6 ans (1955, signé, huile, 87 cm × 66 cm)
- Sans titre (1956, signé, aquarelle, 25 cm × 35 cm)
- Saint Benoît en prière près de Monte Cassino (1956, signé)
- Ealing Abbey (1959, signé)
- Nature morte au violon (c.1960, signé, huile, 57,5 × 40,5 cm)
- Hommage aux amis de Montparnasse (c.1962, huile)  (en haut de gauche à droite) : Diego Rivera, Ilya Ehrenbourg, Chaïm Soutine, Amedeo Modigliani et sa conjointe Jeanne Hébuterne, Max Jacob, Leopold Zborowski et (en bas de gauche à droite) : Marevna, avec sa fille Marika et Moïse Kisling[3], musée du Petit Palais de Genève
- Nature morte cubiste avec fleurs (1959–66, huile, 100 cm × 60 cm)
- Sleeping Girl in green (1966, huile, 48,2 cm × 60.5 cm)
- Dancing Jews/Rabbis/Chasidics (1967, encre, pen, 22.5 cm × 29 cm)
- Fillette au bouquet (c.1967, huile, 75.5 cm × 50,5 cm)
- Portrait de Marika avec son chien et ses chats (1968, huile, 89 cm × 122 cm)
- Chat près d'un vase de fleurs (1968, huile, 86 cm × 64 cm)
- Sous-bois à Vence (1968, huile, 73 cm × 92 cm)
- Landscape with a Thistle (signé, 1969, huile, 96 cm × 130 cm)
- Hasidic dance during Chanukah celebration (1970)
- Portrait de Catherine Dolan (1972, huile, 50,8 cm × 76,2 cm)
- Les baigneurs, d'après Cézanne (1972, signé en Latin l.l., huile, 39,4 cm × 48,2 cm)
- Portrait de Colin Phillips (1972, huile, 91 cm × 71 cm)
- Femme assise avec Madone et Enfant (1973, signé en Latin l.l., huile, 83,6 cm × 58,6 cm)
- Reclining Woman with two Dogs (1974, huile, 108 cm × 117 cm)
- Nu devant un miroir (1976, aquarelle, 58 cm × 41 cm)
- Portrait de Marika (1978, huile, 65,5 cm × 51,5 cm)
- La maison de l'artiste, Ealing (1979, huile, 49,5 cm × 60 cm)
- Fumeurs: Le propriétaire de ballet Serge de Diaghilev (centre) avec Jean Cocteau (à sa gauche), Nathalie Gontcharoff (gauche) et son mari Michel Larionov (droite)
- Le Cuisinier (aquarelle, 98 cm × 66 cm)
- Nature morte aux raisins (aquarelle/paper, 63 cm × 48 cm)
- Paysage (Gouache/papier, 36 cm × 49 cm)
- Tournesols (huile, 58 cm × 91 cm)
- Jeune fille au chat (huile, 51 cm × 41 cm)
- Femme nue debout (aquarelle, 38 cm × 28 cm)
- Portrait de femme brune (huile, 49 cm × 36 cm)
- Portrait de Jeannot (huile, 36 cm × 24 cm)
- Les Deux Amies (huile, 81 × 65,5 cm)
- Jeune Enfant avec une grappe de raisins (huile, 54 cm × 47 cm)
- Les Mabinogion (illustration pour une couverture de livre)
- Village in a Hilly Landscape (aquarelle, 25 cm × 33,5 cm)
- Landshap te Almelo (non signé, 61,5 cm × 38 cm)
- Descente de Croix (huile, 186 × 312 cm)
- Dom Bernard with Bible
- Cubist Sunflowers (huile, 109,2 × 76,2 cm)
- Man and a Bird (signé, huile, 71 63cm)
- Nus (signé, 44 × 63 cm)
- Mère et enfant (encre, 37 × 25 cm)
- Fille avec fleurs (fleurs, 76 × 51 cm)
- Un homme assis (aquarelle, 30 × 21,5 cm)